# Gheorghe Dumitrașcu
Gheorghe Iulian Dumitrașcu (Bilciurești, 1967. november 28. –) román válogatott labdarúgó.

## Mérkőzései a román válogatottban
| #  | Dátum               | Ellenfél      | Eredmény | Kiírás                            | Esemény |
| -- | ------------------- | ------------- | -------- | --------------------------------- | ------- |
| 1. | 1991. december 21.  | Egyiptom      | 1 – 3    | barátságos mérkőzés               | 46'     |
| 2. | 1991. december 24.  | Egyiptom      | 1 – 1    | barátságos mérkőzés               | 65'     |
| ?  | 1992. augusztus 25. | Lengyelország | 0 – 1    | nem-hivatalos barátságos mérkőzés | 69'     |

## Sikerei, díjai
- FC Dinamo București:
  - Román labdarúgó-bajnokság ezüstérmes: 1987-88
- FC Rapid București:
  - Román labdarúgó-bajnokság (másodosztály) bajnok: 1989-90